# مايك كارلن
مايك كارلن (بالإنجليزية: Mike Carlin)‏ هو مؤلف أمريكي، ولد في 6 أكتوبر 1958.